# انتخابات الرئاسة البوروندية 2015
انتخابات الرئاسة البوروندية 2015 هي الانتخابات الرئاسية التي جرت في 21 يوليو 2015، لانتخاب رئيس بوروندي، فاز بالانتخابات بيير نكورونزيزا.